# كورتيكوستيرويد

كورتيزون

الكورتيكوستيرويد أو الستيرويد القِشْرَانِيّ أو الستيرويد القشري هو فئة من المواد الكيميائية التي تشمل الهرمونات المنشطة التي تنتج في قشرة الغدة الكظرية من الفقاريات فضلا عن نظائرها الاصطناعية من هذه الهرمونات. الكورتيزون مشارك في مجموعة واسعة من العمليات الفسيولوجية، بما في ذلك الاستجابة للضغط النفسي، رد الفعل المناعي، والسيطرة على الالتهاب، التمثيل الغذائي للكربوهيدرات وهدم البروتين، ومستويات الدم المنحل بالكهرباء، والسلوك.
- الستيرويد مثل الكربوهيدرات المسيطرة على الكورتيزول، التمثيل الغذائي للدهون والبروتينات، وتكون مضادة للالتهابات عن طريق منع إطلاق الفوسفوليبيد، والحد من عمل الحمضية وعدد من الآليات الأخرى.[1]
- المينيرلاكورتيكويد مثل تحكم الألدوستيرون بكمية الماء في الجسم، وذلك أساسا عن طريق تعزيز استبقاء الصوديوم في الكلى.

## الاستخدامات الطبية
تُسْتَخْدَم آثار العقاقير الاصطناعية مع كورتيكوستيرويد في مجموعة متنوعة من الظروف، بدءا من أورام المخ إلى الأمراض الجلدية. بكاد يكون الديكساميتازون ومشتقاته استيرويدات نقية، بينما البريدنيزون ومشتقاته لديها بعض القشرانيات المعدنية بالإضافة إلى تأثير الاستيرويدات. فلودروكورتيزون ليست قشرانيات معدنية. هيدروكورتيزون (الكورتيزول) يتوفر لاستبدال العلاج، على سبيل المثال في قصور الغدة الكظرية وتضخم الغدة الكظرية.
الاستيرويدات الاصطناعية التي تستخدم في علاج آلام المفاصل أو التهاب المفاصل، التهاب الشريان الصدغي، التهاب الجلد، وأمراض الحساسية، والربو، والتهاب الكبد، والذئبة الحمراء، وأمراض الأمعاء الالتهابية (التهاب القولون التقرحي وداء كرون)، داء الساركويد ولاستبدال الاستيرويد في مرض أديسون أو أشكال أخرى منقصور الكظر. التركيبات الموضعية متوفرة أيضا للمرض جلدي والعينين (التهاب العنبية)، الرئتين (الربو)، والأنف (التهاب الأنف)، وداء الأمعاء الالتهابي. يستخدم الكورتيكوستيرويد أيضا لمنع الغثيان، في كثير من الأحيان في تركيبة مع الغريم 5-HT3 (مثل أوندانسيترون).

## تصنيف الكورتيزون
يقسم الكورتيزون عموما إلى أربع فئات، على أساس التركيب الكيميائي. التفاعلات الأرجية لعضو واحد من الفئة عادة ما تشير إلى حساسية مع جميع أفراد الطبقة. هذا هو المعروف باسم "تصنيف كوبمان"، بعد س.كوبمان، الذي عرف هذا التصنيف في عام 1989.
المنشطات الشهيرة غالبا ما تستخدم في فحص الحساسية للاستيرويدات الموضعية.

### المجموعة الأولى
(الاستيرويد القشري قصير ومتوسط التصرف)
هيدروكورتيزون، اسيتات الهيدروكورتيزون، اسيتات الكورتيزون، تيكسوكورتول بيفالات التيكسوكورتول، البريدنيزولون، ميثيل البريدنيزولون، والبريدنيزون.وايصا بعتبر هرمون مساعد

### المجموعة الثانية
سينولون الفلوسينولون، تريامسينولون الكحول، المومتازون، الأميسيدون، البوديزونيد، الديزونيد، والفلوسينونيد، أسيتونيد الفلوسينولون، الهالكينونيد.

### المجموعة الثالثة
البيتاميثازون، فوسفات بيتاميثازون الصوديوم ، الديكساميتازون ،فوسفات ديكساميتازون الصوديوم، الفلوكورتولون.

### المجموعة الرابعة
17 - بوتيرات الهيدروكورتيزون، 17 - فاليرات الهيدروكورتيزون، ديبروبيونات الأكلوميتازون، فاليرات البيتامتيازون، ديبروبيونات البيتاميتازون، البريدنيكاربات، كلوبيتازون 17 - البوتيرات، كلوبيتازول 17 - البروبيونات، كابروت الفلوكورتولون، بيفالات الفلوكورتولون، و اسيتات الفلوبريدنيدين.

## أنواع الكورتيزون
1الستيرويدات الموضعية لاستخدامها موضعيا على الجلد والعين، والأغشية المخاطية.
2ستيرويدات الاستنشاق للاستخدام في علاج المخاط الأنفي، والجيوب الأنفية، القصبة الهوائية، والرئتين.
3.نماذج عن طريق الفم—مثل البريدنايسون والبريدنيزولون.
4الأشكال النظامية—متوفرة في شكل حقن للاستخدام الوريدي وطرق الحقن المختلفة.

## التاريخ
تاديوش رايخشتاين جنبا إلى جنب مع إدوارد كندال وفيليب هنش منحوا جائزة نوبل لعلم وظائف الأعضاء والطب عام 1950 لعملهم في الهرمونات من قشرة الغدة الكظرية والتي بلغت ذروتها في عزلة من الكورتيزون.
الكورتيزون قد استخدم في العلاج من تعاطي المخدرات لبعض الوقت. لويس ساريت من ميرك وشركاه كان أول من صنع الكورتيزون، وذلك باستخدام عملية تتكون من 36 خطوة معقدة والتي بدأت بحمض deoxycholic، والذي تم استخلاصه من ثور الصفراوية. انخفاض كفاءة تحويل حمض deoxycholic إلى الكورتيزون أدى إلى تكلفة 200 دولار للجرام الواحد. راسل ماركر، من سينتكس، اكتشف مادة للبدء أرخص بكثير وأكثر ملاءمة، وهي الديوسجنين من مكسيكي البرية. تحويلة للديوسجنين إلى البروجسترون بعملية من أربع خطوات التي تعرف الآن باسم ماركر ديجريداشن وكانت خطوة هامة في الإنتاج الشامل من جميع الهرمونات الستيرويدية، بما في ذلك الكورتيزون والمواد الكيميائية المستخدمة في وسائل منع الحمل الهرمونية. في عام 1952، د.ت.بيترسون وهـ.س.موراي من شركة ابجون وضعت العملية التي تستخدم عفن رازبة لأكسدة البروجستيرون إلى المركب الذي تم تحويله بسهولة إلى الكورتيزون. القدرة على تجميع كميات كبيرة من الكورتيزون بثمن بخس من الديوسجنين أدى إلى انخفاض سريع في الأسعار إلى 6 دولارات للجرام الواحد، وهبط إلى $ 0.46 للجرام الواحد بحلول عام 1980. بحوث بيرسي جوليان أيضا ساعدت على التقدم في هذا المجال. الطبيعة الدقيقة للالتهابات المضادة للكورتيزون ظلت لغزا لسنوات طويلة، حتى تتالي التصاق الكريات البيض ودور الأنزيم فوسفو ليبازA2 في إنتاج البروستاجلاندين واللوكوتريين تم فهمهم تماما في أوائل الثمانينيات.saleh